# Inó (Kadmosz leánya)
Inó (görögül: Ίνώ) a görög mitológiában Kadmosz egyik leánya, Athamasz boiótai király második felesége. Neve prehellén eredetre mutat. Athamasznak már volt egy leánya, Hellé és egy fia, Phrixosz a második házassága idején. Inótól még két gyermeke született, Learkhosz és Melikertész.
Inó el akarta veszejteni Hellét és Phrixoszt, mostohagyermekeit, mire azok Kolkhiszba menekültek előle. Ezt olyan módon érte el, hogy szándékosan éhínséget okozott Boiótiában. Kívánságára a vetőmagot megpörkölték az asszonyok, a férfiak erről nem tudva azt vetették el. A megpörkölt búza természetesen nem hajtott ki, így nem volt aratás. Athamasz a delphoi jósdától kért orákulumot. Inó a küldötteket megvesztegette, így azok nem jártak Delphoiban, és azt mondták Athamasznak, hogy Phrixoszt fel kell áldozni Zeusz oltárán. Athamasz első felesége, Nephelé azonban a Hermésztől kapott aranygyapjas kos segítségével elmenekítette mindkét gyermekét Aiétészhez. Útközben Hellé meghalt, csak Phrixosz érkezett oda, a kos lenyúzott bőre lett az aranygyapjú, ami miatt az argonauták Kolkhiszba utaztak.
Szemelé halála után Zeusz kérésére magához vette közös gyermeküket, Dionüszoszt is, a bor, az öröm, a szőlő, a termékenység és a téboly kétszer született istenét, aki így Inó Melikertész nevű fiának tejtestvére lett.
Zeusz felesége, a féltékeny Héra tébolyt bocsátott rá és férjére, mire Athamasz lenyilazta Learkhoszt – mivel szarvasnak nézte –, Inó pedig Melikertészt forró vízzel telt üstve vetette és fia holttestével a tengerbe ugrott. Ott Inó tengeristennővé változott, és a Leukothea nevet kapta, Melikertész is tengeri istenné vált, e minőségében Palaimónnak hívják. Mindketten a hajósok és a bajba jutott utazók oltalmazói lettek. Így Odüsszeuszt is  Inó-Leukothea mentette ki  a viharból.
Rómában Inót Mater Matuta, Palaimónt Portunus néven tisztelték, ő vezérli a tengerészeket, hogy szerencsésen eljussanak a kikötőbe.
Az Inó-mondában a gonosz mostoha meseeleme fedezhető fel.